# Термопсис
Термо́псис (лат. Thermópsis) — род травянистых многолетних растений семейства Бобовые (Fabaceae).
Область естественного распространения лежит в Северной Америке и в восточных регионах Азии: Сибирь, Гималаи, Китай и Япония.

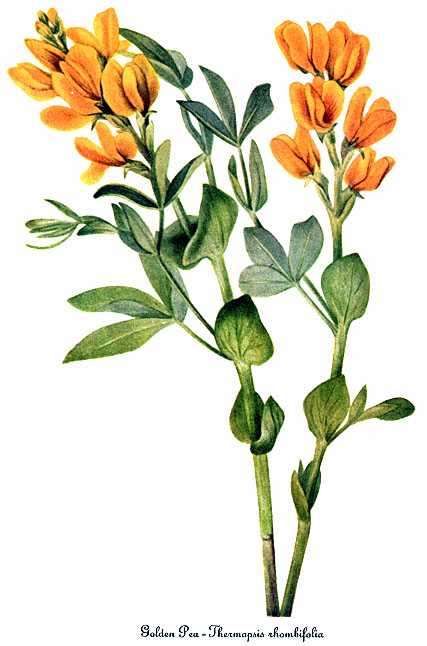
Thermopsis rhombifolia. Ботаническая иллюстрация американской художницы

## Ботаническое описание
Многолетнее травянистое растение высотой 10—40 см, с толстым ползучим корневищем. Стебель ветвистый, олиственный, листья серые, тройчатые, очерёдные. Дольки листа продолговатые, узкие. Прилистники значительно длиннее черешка, отчего лист кажется пятипальчатым. Цветки обычно с жёлтыми, реже фиолетовыми лепестками, сидящие на цветоножках в пазухах листьев. Тычинок 10. Плод — боб длиной до 6 см, с длинным носиком на верхушке. Семена почковидные, блестящие, шаровидно-яйцевидные, бурые. Вес 1000 семян — 22—28 г. Цветёт в июне — июле; семена созревают в августе — сентябре. Всё растение ядовито.

## Значение и применение
Трава и зрелые семена являются лекарственным сырьём.
В траве термопсиса содержится ряд алкалоидов (термопсин, гомотермопсин, метилцитизин, пахикарпин, анагирин), а также дубильные вещества, сапонины, смолы и витамин C. Содержащиеся в растении биологически активные вещества обладают ганглиоблокирующими свойствами.
Трава термопсиса входит в состав комбинированных отхаркивающих препаратов, содержит в качестве активных веществ изохинолиновые алкалоиды. Возбуждает дыхательный и стимулирует рвотный центры. Оказывает выраженное отхаркивающее действие, проявляющееся в повышении секреторной функции бронхиальных желез, усилении активности реснитчатого эпителия и ускорении выведения секрета, повышении тонуса гладких мышц бронхов за счет центрального ваготропного эффекта.
Клиническими исследованиями установлено, что термопсисом можно успешно заменять ранее используемые растения — ипекакуану (Carapichea ipecacuanha) и сенегу (Polygala senega).
Отвары растения обладают противоглистными свойствами.
Трава термопсиса благодаря наличию в ней пахиркапина назначается при различных формах  облитерирующего эндартериита, а также для симуляции родовой деятельности (препарат повышает тонус мускулатуры матки).
В народной медицине отвар из травы термопсиса широко употребляется при гриппе, бронхитах, катарах дыхательных путей, пневмониях.

## Классификация
Род включает около 30 видов:
- Thermopsis alpina (Pall.) Ledeb. — Термопсис альпийский
- Thermopsis alterniflora Regel & Schmalh. — Термопсис очерёдноцветковый
- Thermopsis barbata Benth.
- Thermopsis bargusinensis Czefr.
- Thermopsis californica S.Watson — Термопсис калифорнийский
- Thermopsis chinensis S.Moore — Термопсис китайский
- Thermopsis dahurica Czefr. — Термопсис даурский
- Thermopsis divaricarpa A.Nelson
- Thermopsis dolichocarpa V.A.Nikitin
- Thermopsis fraxinifolia (Torr. & A.Gray) M.A.Curtis
- Thermopsis gracilis Howell — Термопсис грациозный
- Thermopsis gyirongensis S.Q.Wei
- Thermopsis inflata Cambess.
- Thermopsis jacutica Czefr.
- Thermopsis lanceolata R.Br. — Термопсис ланцетный, или мышатник, или пьяная трава
- Thermopsis longicarpa N.Ulziykh.
- Thermopsis lupinoides (L.) Link — Термопсис люпиновидный
- Thermopsis macrophylla Hook. & Arn. — Термопсис крупнолистный
- Thermopsis mollis (Michx.) A.Gray
- Thermopsis mongolica Czefr. — Термопсис монгольский
- Thermopsis montana Torr. & A.Gray
- Thermopsis przewalskii Czefr. — Термопсис Пржевальского
- Thermopsis rhombifolia (Pursh) Richardson — Термопсис ромболистный
- Thermopsis robusta Howell — Термопсис крепкий
- Thermopsis smithiana E.Peter
- Thermopsis turcica Kit Tan et al. — Термопсис турецкий
- Thermopsis turkestanica Gand. — Термопсис туркестанский
- Thermopsis villosa (Walt.) Fernald & B.G.Schub.
- Thermopsis yushuensis S.Q.Wei